# Pseudoborbo bevani
Pseudoborbo bevani là một loài bướm thuộc họ Bướm nhảy. Loài này được Moore miêu tả khoa học đầu tiên năm 1878
.